# Puerto de Padornelo
El puerto de Padornelo, también denominado portilla de Padornelo o portela de Padornelo, es un paso de montaña situado a 1381 m de altitud en la comarca de Sanabria, en la zona noroeste de la provincia de Zamora (Castilla y León, España).

## Descripción
Es uno de los puntos de unión de la sierra Segundera y de la sierra Gamoneda. La primera de las dos, la sierra Segundera, se extiende de nordeste a sudoeste de la comarca de Sanabria, con líneas ondulantes desde el Alto del Torno o Mermifícira hasta los puertos del Padornelo y la Canda. La sierra Gamoneda se extiende en sentido longitudinal este-oeste, al sur de la sierra de la Segundera, uniéndose a ella en el puerto de Padornelo.
Desde antiguo ha sido uno de los puertos atravesados por la ruta jacobea conocida como Camino de Santiago Sanabrés y por tanto frecuentada por arrieros, peregrinos y viajeros en general.
La notable altitud de este accidente geográfico, su ubicación y su frecuente uso como lugar de paso en las comunicaciones entre Galicia y la Meseta, ha llevado a que este puerto cuente en la actualidad con diversos túneles que faciliten su tránsito. Dos de esos túneles son utilizados por la N-525 y la autovía de las Rías Bajas. El de la autovía se encuentra situado a una altitud de 1360 m s. n. m., dato que sitúa su tramo de autovía como uno de los de mayor altitud de España y en el foco de atención de las abundantes nevadas invernales que hacen necesaria la actividad de mantenimiento de las máquinas quitanieves y la adopción de medidas de seguridad temporales como la prohibición del paso de vehículos pesados o la prohibición en el acceso a turismos sin cadenas.
El histórico paso de montaña del Padornelo dejó de estar catalogado como carretera en 1975 con la construcción del túnel y en la actualidad es difícilmente transitable con vehículo, aunque perfectamente accesible a pie desde la "nueva" N-525. Testigo de este camino es la denominada «cruz de Padornelo», situada en la cumbre del puerto. Esta cruz es para algunos un monumento megalítico transformado en crucero en la época medieval.
En la falda sur del puerto de Padornelo existió el denominó “campamento de Santa Bárbara”, poblado en el que convivieron alrededor de 1500 de los cerca de 4.000 trabajadores que entre 1932 y 1957 trabajaron en la construcción del túnel del Padornelo (el túnel 12) y de la restante infraestructura de la línea férrea Zamora-Orense. Las características geológicas del Padornelo obligaron al uso de barreno, pico y pala, lo que convirtió esta obra en un trabajo penoso, insalubre y peligroso para sus trabajadores. Además, la longitud del túnel obligó a que la obra se acometiera simultáneamente por las dos bocas de entrada y desde el centro con un pozo de 240 metros en el que se alojó un montacargas de apoyo. Terminada la obra en 1957, se desmanteló el poblado de Santa Bárbara, aunque aún hoy quedan las huellas de la explanación y vestigios de la subestación eléctrica, los almacenes o los barracones del personal.

## Topónimo
Padornelo, puede ponerse en relación con el muy estudiado topónimo Padrón, variante de Pedrón, tal vez influida por padre, y cuyo significado debe de ser coincidente: piedra delimitadora, mojón, miliario, menhir, y –en algún caso- roca natural destacada,en este caso,el puerto que habrá sido desde época protohistórica un lugar de deslinde. De ahí que quepa inclinarse por la interpretación arqueológica del nombre de lugar, como alusión a una piedra de delimitación jurisdiccional, probablemente antiquísima.